# Квинт Флавий Тертулл
Квинт Флавий Тертулл (лат. Quintus Flavius Tertullus) — римский политический деятель первой половины II века.
О происхождении Тертулла нет никаких сведений. В 133 году он занимал должность консула-суффекта вместе с Квинтом Юнием Рустиком. В 148—149 году Тертулл находился на посту проконсула провинции Азия. Больше о его биографии ничего не известно.